# Obra de arte

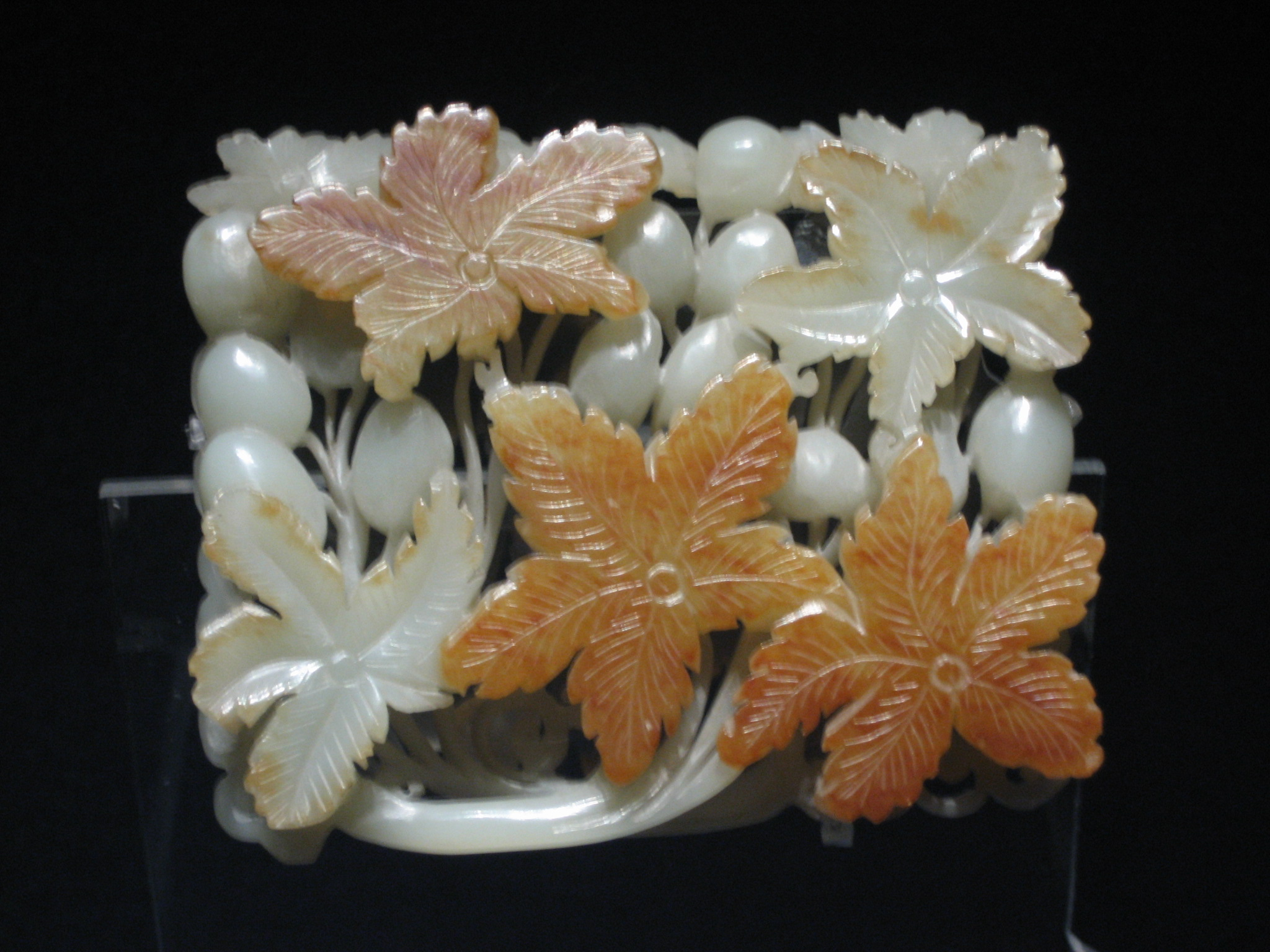
Ornamento de jade chino con diseño de flores, Dinastía Jin (1115 – 1234), Museo de Shanghái.

Los términos obra de arte, obra artística y obra creativa son las denominaciones que se dan al producto de una creación en el campo del arte, creación a la que se atribuye una función estética o social. Dada la clásica identificación del concepto de «arte» con las bellas artes, suele restringirse el concepto de obra de arte a los productos de estas: los de las artes plásticas, denominadas artes mayores (pintura, escultura y arquitectura), las obras literarias y las obras musicales.

## Contexto
Un objeto artístico específico a menudo se considera dentro del contexto de un movimiento artístico o época artística más amplio, como un género, una convención estética, una cultura o en función de una distinción regional-nacional. También se lo puede considerar como parte del "conjunto de la obra" de un artista.

## Obras maestras e historia
Con la exigencia de una "obra maestra" en la que se demostrara la excelencia en el dominio del oficio, los gremios regulaban desde la Edad Media el acceso de los artistas a la condición de maestro en las distintas artes, como en otras artesanías. El Renacimiento, con la separación de artes y artesanías, manteniendo todavía las instituciones gremiales, incentivó el surgimiento de artistas completos que conseguían triunfar en más de una de las bellas artes o en todas ellas, cumpliendo el ideal del humanismo (Leonardo da Vinci, Miguel Ángel, Rafael). En España, algunos artistas lograron ser maestros en las tres artes mayores.

### Arte contemporáneo
En el arte contemporáneo el campo de las bellas artes se ha expandido, y vuelve a incorporar a las artes aplicadas prestigiosas dentro del término diseño y se incluyen también nuevas artes: la fotografía (con sus sucesivas variantes tecnológicas y de nuevos soportes, como el anime, las caricaturas, la cinematografía, la televisión, el manga, el videoarte, los videojuegos, etcétera), el cómic y manifestaciones más difícilmente catalogables, como la/el performance, el arte conceptual y las denominadas instalaciones artísticas.

## Aspectos teóricos
La estética y la teoría del arte tienen como objeto determinar la naturaleza, los fines y la función del arte, y con ello si la finalidad de una obra de arte es la de imitar a la naturaleza (mímesis), limitarse a ser un objeto de belleza en sí mismo (abstracción de cualquier otro referente), ser vehículo de la expresión del artista o de la comunicación con el espectador, aportar algún significado o simbolismo (en lo que se centran la semiótica y la iconografía). La naturaleza gratuita del arte (arte desinteresado o arte por el arte) entiende las obras de arte como opuestas a los objetos útiles o prácticos, a pesar de que muchas de ellas tengan funciones utilitarias (como servir de vivienda o divulgar mensajes políticos o religiosos) [véase art nouveau].

## Características
Algunas de las características más importantes de una obra de arte son:
- Es producto de la percepción de la realidad y de la imaginación del artista.
- Es fuente de conocimiento y de placer estético.
- Está abierto a nuevas interpretaciones.
- Ayuda a formar nociones más exactas de la vida.
- Mejora la sensibilidad.
- Favorece las relaciones sociales.
- Fomenta la reflexión y predispone a la tranquilidad.

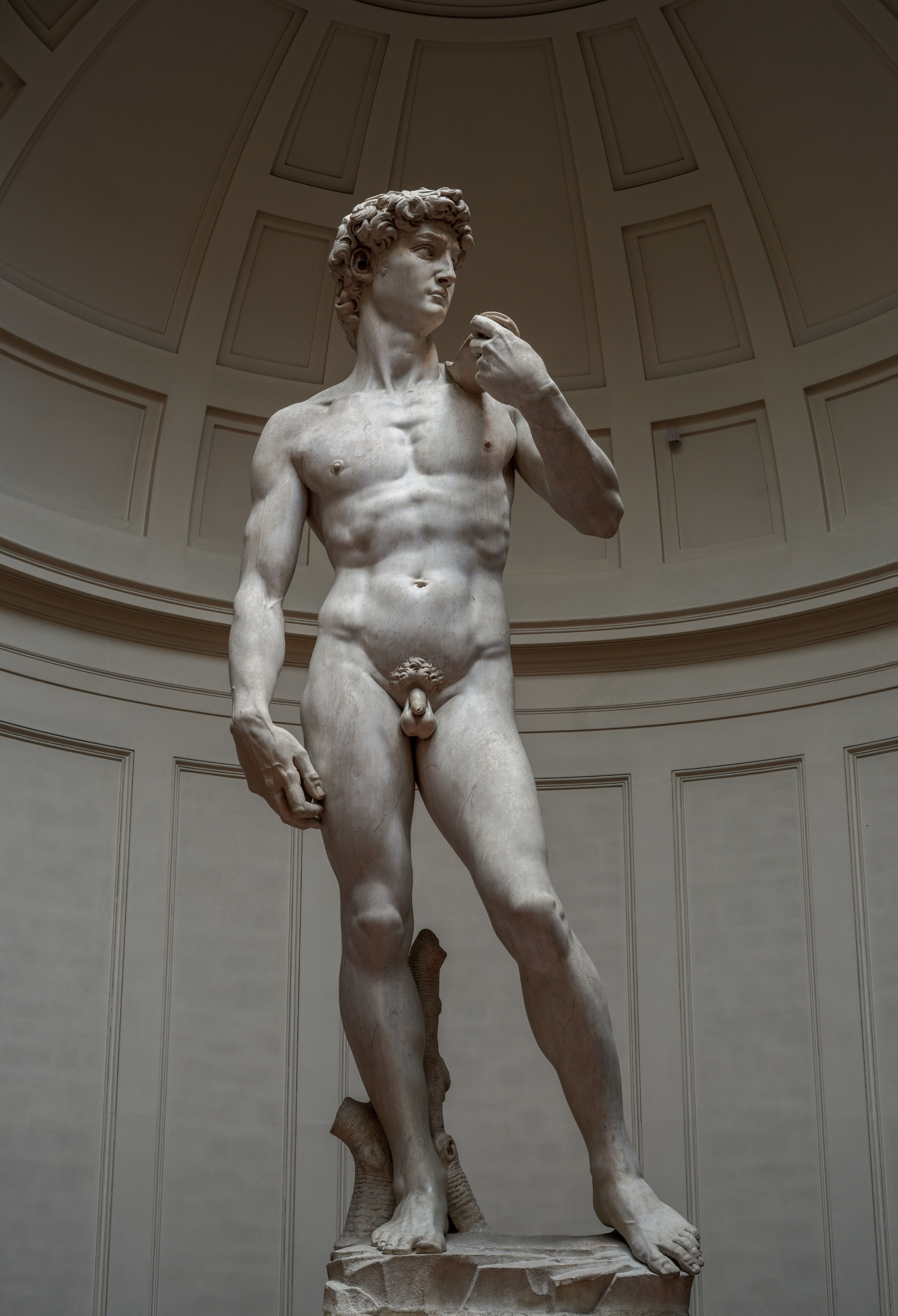
El David de Miguel Ángel, una escultura de mármol blanco realizada entre 1501 y 1504.

La "obra" de un artista es tanto cada uno de sus trabajos como el conjunto de todos ellos. A veces se utiliza con cualquiera de estos significados directamente en francés (œuvre) o en latín (opus).

## Obra maestra
El término «obra maestra», en el contexto del arte y de la estética, se reserva en general para aquellas obras, ya sea artísticas o simplemente técnicas, consideradas, por los motivos que sean, como obras particularmente dignas de admiración. El origen del término «obra maestra» se remonta a los gremios de la Edad Media en Europa, en referencia a una pieza artesanal realizada por todo aspirante que en el seno del gremio desease adquirir el título de maestro [véase Obra maestra (gremio)]. Con el tiempo este término pasó a ser un sinónimo de magnum opus, es decir la obra considerada como de mayor valor de entre todas las producidas por un artesano, un artista o un escritor. En el sentido actual del término, «obra maestra» se usa cada vez más como un término laudatorio, se refiera o no a la mejor obra de un autor (en este sentido suele admitirse que un artista, un pintor por ejemplo, haya pintado más de una obra maestra).